# Oeax paralateralis
Oeax paralateralis är en skalbaggsart som beskrevs av Stefan von Breuning 1977. Oeax paralateralis ingår i släktet Oeax och familjen långhorningar. Inga underarter finns listade i Catalogue of Life.